# Dynamischer Auftrieb

Abb. 1: Auftrieb entsteht bei Umströmung entsprechend geformter Körper, z. B. Tragflächen. Dabei wird die Luft nach unten beschleunigt. (Grafik nach einem Video-Standbild)

Der dynamische Auftrieb ist in der Strömungsmechanik der Anteil der auf einen umströmten Körper wirkenden Kraft, der senkrecht zur Anströmrichtung steht. Der dynamische Auftrieb ist das physikalische Grundprinzip für das natürliche Fliegen von Vögeln und Fledertieren. Außerdem ist er die Grundlage für die Funktion der Tragflächen von Flugzeugen, der Propeller, der Schiffsschrauben, der Segel, der Turbinen und Auftriebsläufer-Windkraftanlagen. Effekte des dynamischen Auftriebs werden auch zur Steuerung von U-Booten und Luftschiffen genutzt.
Die Entstehung von Auftrieb durch Anströmung wird mit der Methodik der Fluiddynamik erklärt. Diese ist Teil der klassischen Mechanik und wird mit den Newtonschen Gesetzen und den daraus abgeleiteten Erhaltungssätzen (Impuls-, Drehimpuls- und Energieerhaltung) beschrieben. Bei kompressiblem Medium (Gas) ist außerdem eine thermodynamische Betrachtung der Vorgänge erforderlich.
Auftrieb entsteht bei Umströmung entsprechend geformter Körper, z. B. Tragflächen, indem Luft bei ihrer Passage nach unten beschleunigt wird, was sich in Abb. 1 als Strömungsumlenkung nach unten niederschlägt. Der abwärts gerichteten Kraft auf die Luft entspricht als Gegenkraft die aufwärts gerichtete Kraft auf die Tragfläche, der Auftrieb.:17:92f Auftriebskräfte können auch in Richtung Erdboden wirken und werden dann als Abtrieb bezeichnet. Bei Rennfahrzeugen kann so mit Hilfe von Front- und Heckflügeln Anpressdruck erzeugt werden.

## Einführung

Abb. 2: Skizze des dynamischen Auftriebs und des Strömungswiderstands an einer angeströmten Tragfläche

Abb. 3: Der Anstellwinkel zwischen Strömungsrichtung und Profilsehne eines Tragflächenprofils

Bei der Bewegung eines Körpers einer bestimmten Form und Orientierung relativ zu einem Gas oder einer Flüssigkeit wirken auf den Körper Kräfte, die durch die Umströmung hervorgerufen werden. Im Gegensatz zum statischen Auftrieb ist die Richtung des dynamischen Auftriebs nicht durch die Schwerkraft definiert, sondern durch die Richtung der Anströmung. Die resultierende Strömungskraft greift am Druckpunkt an und kann in zwei Komponenten zerlegt werden, in den Widerstand in Anströmrichtung und den Auftrieb senkrecht dazu.
1. Der dynamische Auftrieb {\displaystyle F_{\mathrm {A} }} ist der senkrecht zur Anströmung wirkende Anteil der resultierenden Luftkraft:
{\displaystyle F_{\mathrm {A} }=c_{\mathrm {A} }\,{\frac {\rho }{2}}\,v^{2}\,A}
2. Der parallel zur Anströmung wirkende Teil der resultierenden Luftkraft ist der Strömungswiderstand {\displaystyle F_{\mathrm {W} }}.
{\displaystyle F_{\mathrm {W} }=c_{\mathrm {W} }\,{\frac {\rho }{2}}\,v^{2}\,A}

Dabei bedeuten:
{\displaystyle c_{\mathrm {A} }} der Auftriebsbeiwert,
{\displaystyle c_{\mathrm {W} }} der Widerstandsbeiwert,
{\displaystyle \rho } die Dichte des Mediums,
{\displaystyle v} die Anströmgeschwindigkeit des Mediums,
{\displaystyle A} die Referenzfläche (bei Auftriebs- oder Tragflächen die Flügelfläche, nicht die Querschnittsfläche in Strömungsrichtung).
Die Koeffizienten Auftriebsbeiwert {\displaystyle c_{\mathrm {A} }} und Widerstandsbeiwert {\displaystyle c_{\mathrm {W} }} sind von der Form und Orientierung des Körpers in der Strömung abhängig. Bei Tragflächen werden Form und Orientierung als Profil und Anstellwinkel {\displaystyle {\alpha }} bezeichnet. Der Anstellwinkel {\displaystyle {\alpha }} ist der Winkel zwischen der Profilsehne der Tragfläche und der Strömungsrichtung des Mediums. Der dynamische Auftrieb {\displaystyle F_{\mathrm {A} }} an einer Tragfläche (mit ihrem gegebenen Profil) wird also vom Anstellwinkel {\displaystyle \alpha } der Tragfläche und ihrer Fläche {\displaystyle A} sowie der Dichte {\displaystyle \rho } des Mediums und seiner Strömungsgeschwindigkeit {\displaystyle v} bestimmt.

## Funktionsprinzip

Abb. 4: Strömungsverlauf von Rauchfäden von links nach rechts um eine Tragfläche. Anströmende Luft erfährt eine Richtungsänderung. (Grafik nach einem Video-Standbild)

Die Eigenschaften der Luft, ihre Masse und ihre geringe Viskosität (Zähigkeit), sind wichtig für das Verständnis des dynamischen Auftriebs. Im Unterschallbereich bis etwa 0,3 Mach kann Luft als ein inkompressibles Fluid betrachtet werden, und die laminare Umströmung der Tragflächen kann Potentialströmung in guter Näherung nachbilden. Mit diesen Voraussetzungen lässt sich das Grundprinzip des dynamischen Auftriebs qualitativ verständlicher beschreiben als bei höheren Geschwindigkeiten.:6ff
Unter Anwendung der Newtonschen Gesetze gilt insbesondere: Wenn eine Luftmenge (also eine bestimmte Masse) beschleunigt wird, wirkt eine Kraft und die Luftmasse nimmt Geschwindigkeit auf. Das heißt, ein Impuls (Produkt aus Masse und Geschwindigkeit) wird auf die Luftmenge übertragen.

### Tragflächen erzeugen Impuls

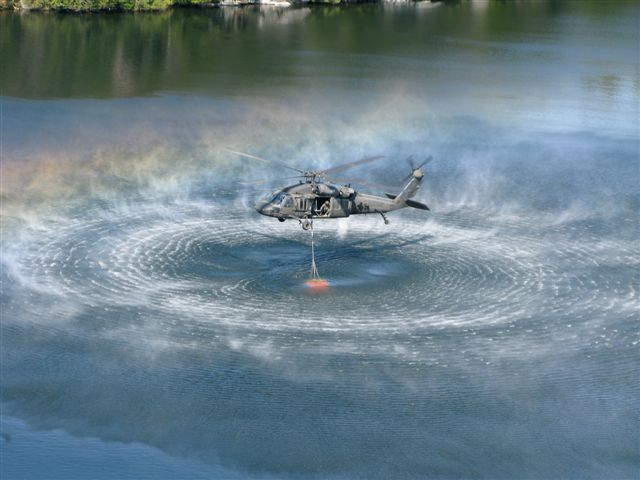
Abb. 5: Ein über Wasser schwebender Hubschrauber bläst (beschleunigt) Luft nach unten.

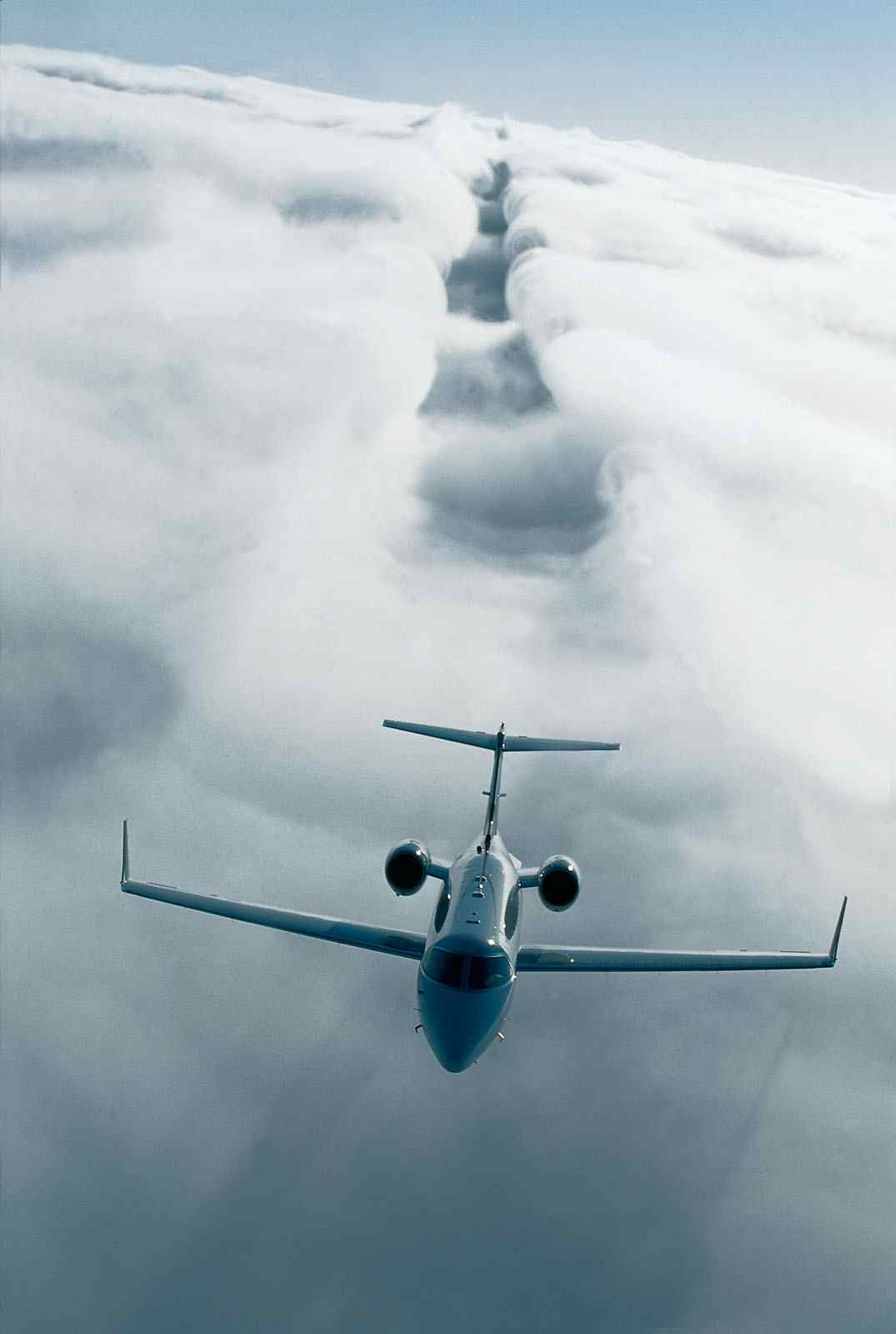
Abb. 6: Flugzeuge wie dieser Learjet 45, die mit wenig Abstand über eine glatte Wolkendecke fliegen, ziehen eine deutliche Spur in die Wolkendecke.

Für Grundüberlegungen zum Verständnis der Aussage „Auftrieb an Tragflächen entsteht durch die Umlenkung der Luft nach unten“ wird der Luftraum aus kubischen, luftgefüllten Raumelementen zusammengesetzt. Jedes dieser Luftvolumina muss von seiner Umgebung gegen die Schwerkraft getragen werden, sonst würde es zum Erdboden stürzen:
- Volumina, die nur Luft enthalten, werden durch den statischen Auftrieb nach Archimedes von der Umgebung getragen. Die Druckdifferenz zwischen der unteren Fläche und der oberen Fläche eines Volumens, die sich durch die Druckabnahme mit zunehmender Höhe ergibt, ist die Gegenkraft zur Schwerkraft (siehe auch hydrostatischer Druck).
- Volumina, die das Flugzeug (den Vogel …) ganz enthalten, müssen mitsamt dem Flugzeug von ihrer Umgebung getragen werden.

Dafür wird innerhalb des Volumens ständig Luft von der Tragfläche in vertikaler Richtung nach unten beschleunigt (downwash:4). Das heißt, dass auf die Luft ein Impuls nach unten übertragen wird. Nach dem zweiten Newton’schen Gesetz erfordert diese Impulsänderung der Luft eine nach unten gerichtete Kraft. Nach dem dritten Newtonschen Gesetz (Actio und reactio) wirkt dabei eine gleiche und entgegengesetzte Kraft, der Auftrieb, auf den Flügel.:7
Diese durch beschleunigte Luft erzeugte Kraft ist unschwer zu beobachten:
- Ein Tischventilator übt eine spürbare Kraft aus, wenn man ihn in der Hand hält oder dessen Luftstrom auf sich richtet.
- In der Nähe eines niedrig schwebenden Hubschraubers (Drehflügler) spürt man deutlich den von den Rotoren erzeugten Abwind[6]:4, siehe auch Abb. 5.
- Flugzeuge, die mit wenig Abstand über eine glatte Wolkendecke fliegen, ziehen eine deutliche Spur in die Wolkendecke, siehe Abb. 6.

### Beschleunigung der Luft
Die Beschleunigung der Luft gelingt bei einer Tragfläche wie in Abb. 4 auf zweierlei Arten:
1. Druckkraft von unten durch einen Überdruck auf der Flügelunterseite
2. Zugkraft nach oben durch einen Unterdruck auf der Flügeloberseite

Die Druckkraft entsteht durch Beschleunigung der Luft nach unten an der Unterseite der Tragfläche wie in Abb. 4. Nach Newtons zweitem Gesetz „Kraft gleich Masse mal Beschleunigung“ ist das nur mit einer nach unten gerichteten Kraft möglich, der der Auftrieb nach Actio und Reactio entgegen, also nach oben gerichtet ist. Der Druck unter dem Flügel wird auch durch den Bodeneffekt erhöht, siehe dort.
Die Zugkraft nach oben entsteht durch die schnellere Strömung auf der Flügeloberseite gegenüber der langsameren an der Unterseite, siehe Abb. 11. Nach der in Potentialströmungen zwischen zwei beliebigen Punkten geltenden Bernoulli-Gleichung ist daher der Druck an der Oberseite geringer als an der Unterseite, wodurch Luft über dem Profil auftrieberzeugend nach unten beschleunigt wird. Die schnellere Strömung auf der Flügeloberseite entsteht durch die #Zirkulation und den #Venturi-Effekt, umgangssprachlich Düsenwirkung.
Beide auf die Luft wirkenden Kräfte, Druckkraft nach unten und Zugkraft nach oben, ändern die Geschwindigkeit der umgebenden Luft in Betrag und Richtung. Ersteres bestimmt die #Zirkulation und den #Venturi-Effekt und letzteres tritt überall dort im Strömungsfeld relativ zur Tragfläche auf, wo eine #Strömungsumlenkung stattfindet.
Der Körper erfährt einen Auftrieb nur durch entsprechende Kraftwirkungen, die in der Fluiddynamik über oberflächenverteilte Kräfte aufgebracht werden. Diese ergeben sich aus der Umströmung, die durch die Geschwindigkeits- und Druckverteilung bestimmt wird. Beide beeinflussen sich wechselseitig und können nicht voneinander getrennt betrachtet werden. Erklärungsversuche, die sich nur auf einen Effekt stützen, sind daher unvollständig.
- Die Wirkung der Änderung des Geschwindigkeitsbetrags ist dort klar, wo sie zunimmt aber kontraintuitiv, wo sie abnimmt, wie beispielsweise unter einer angestellten Tragfläche. #Strömungsumlenkung andererseits ist wenig erhellend bei der Betrachtung der Bewegung der Tragfläche durch die ruhende Luft.
- Die Erklärung des Auftriebs allein durch den positiven Anstellwinkel, scheitert am Auftrieb eines drehenden Balls ohne Anstellwinkel, siehe #Zirkulation.
- Auf der Zirkulation konnte Ludwig Prandtl eine ganze Tragflügeltheorie für große Reynoldszahlen aufbauen[3]:207. Die Zirkulation erklärt die Druckdifferenzen auf der Oberfläche, nicht aber, wie die Gewichtskraft des Fluggeräts vom Fluid getragen wird.
- Die Druckdifferenzen über und unter dem Flügel allein mit dem Venturi-Effekt zu erklären, fällt schwer angesichts der unterschiedlichen Wirkung auf und unter dem angestellten Flügel, siehe Abb. 12.
- Die oft zitierte Bernoulli-Gleichung stellt schließlich nur einen Vergleich zwischen Punkten im Strömungsfeld an; sie erklärt nicht, was auftretende Differenzen verursacht.

Die Impulserzeugung ist demnach eine Folge
- der Umlenkung der Strömung relativ zum Körper,
- des Anstellwinkels einer Körperoberfläche gegen die Strömung,
- der Zirkulation um den Körper und
- des Venturi-Effekts,

deren Beitrag zum dynamischen Auftrieb Gegenstand der nächsten Abschnitte ist.

#### Strömungsumlenkung
In Stromlinienbildern stationärer Strömungen wie in Abb. 4 sind Strömungsumlenkungen ersichtlich. Damit die Fluidelemente den gekrümmten Kurven folgen, muss der Druck die Wirkung der Zentrifugalkraft kompensieren: Der Druck nimmt in Richtung des Krümmungsmittelpunkts ab. Über der Tragfläche ist der Druckgradient demzufolge nach oben gerichtet, weswegen der Druck auf der Tragfläche auftriebserzeugend lokal im Minimum ist. Umgekehrt weist das Bild auf eine Druckerhöhung unter dem vorderen Teil der Tragfläche hin, was ebenfalls Auftrieb bedeutet.
Bezeichnet n die radiale Richtung weg vom Krümmungsmittelpunkt der Stromlinie, d. h. entgegen der Hauptnormale, dann gilt:65
{\displaystyle {\frac {\partial p}{\partial n}}=\rho {\frac {u^{2}}{r}}}
Weil alle Größen auf der rechten Seite positiv sind, nimmt der Druck in besagter radialer Richtung zu und das umso stärker, je größer die Dichte ρ und das Geschwindigkeitquadrat {\displaystyle u^{2}} und je kleiner der Radius {\displaystyle r} ist. 
Entscheidend sind die Bahnlinien der Teilchen und die stimmen nur in stationären Strömungsfeldern mit den Streichlinien überein, die allein mit Fotografien darstellbar sind. Zudem sehen sie ganz verschieden aus, wenn das Bezugssystem gewechselt wird.:45

#### Anstellwinkel

Abb. 7: Polardiagramm, das den Auftriebsbeiwert C_{A} in Abhängigkeit vom Widerstandsbeiwert C_{w} und dem Anstellwinkel α zeigt.

Die Erzeugung von Auftrieb durch einen positiven Anstellwinkel basiert auf dem gleichen Prinzip wie der zweidimensionale Stoß. Wenn gegen eine positiv angestellte Fläche wie in Abb. 4 von unten eine Fluidmasse prallt, bekommt sie eine Geschwindigkeitskomponente in senkrechter Richtung nach unten. Die dabei auf die Fläche ausgeübte „Stoßkraft“ (Trägheitskraft) hat zwei Komponenten:
1. Der Anteil in Strömungsrichtung wirkt in dieser Richtung auf das Profil, was sich in einem erhöhten Strömungswiderstand bemerkbar macht und der Cw-Wert steigt.
2. Die vertikale Komponente beschleunigt die Fläche abzüglich der Schwerebeschleunigung in senkrechter Richtung, was dazu beiträgt, dass die Fläche aufsteigt, in gleicher Höhe bleibt oder absinkt, je nachdem welcher der Beschleunigungsanteile überwiegt.

Der Effekt wird durch leicht nachvollziehbare Experimente und Beobachtungen unterstützt:
- Eine aus einem schnell fahrenden Auto gehaltene Hand erfährt je nach Anstellwinkel eine aufwärts oder abwärts gerichtete Kraft auf der der Strömung zugewandten Seite.
- Eine Postkarte, horizontal und mit positivem Anstellwinkel über eine Kerze bewegt, bringt deren Flamme auch aus erstaunlich großer Höhe zum Flackern. Bewegt man die Karte entsprechend schnell, macht sich der Strömungswiderstand bemerkbar und die Karte verbiegt sich.

Durch Interaktion mit dem umgebenden Medium und den Unterdruck auf der Profiloberseite wie in Abb. 12 und 13 werden nicht nur Fluidballen nach unten abgelenkt, die auf die Tragfläche stoßen, sondern auch solche darunter und darüber, siehe Abb. 4, was wesentlich zum Auftrieb, obiger Stoßwirkung und dem #Impulsfluss beiträgt. Daher reicht der Anstellwinkel als alleinige Erklärung des Auftriebs nicht aus. Das von Lössl’sche Stoßgesetz passt sich zwar der Erfahrung besser an, entbehrt jedoch jeder hydrodynamischer Begründung.
Ein großer Anstellwinkel wie in Abb. 4 weist einen großen Strömungswiderstand auf, siehe Abb. 7. Im normalen Flugbetrieb außerhalb der Start- und Landephase ist der Anstellwinkel deutlich unter 10° und diese Art der Auftriebserzeugung wenig bedeutsam. Ist der Anstellwinkel größer als αCA,Max kommt es zunächst zu Grenzschichtablösungen mit Rückstromgebieten auf dem Tragflügel und der Auftrieb nimmt ab; beim Strömungsabriss schließlich ist der Auftrieb stark reduziert. Dem Diagramm ist auch zu entnehmen, dass das zugehörige Profil auch noch bei negativem Anstellwinkel Auftrieb erzeugt, was eine Folge der Zirkulation und der Druckverhältnisse auf der Tragfläche ist.

#### Zirkulation

Abb. 8: Zirkulation (blau) um einen Flügel (schwarz)

Abb. 9: Zirkulation um einen Flügel mit zurückbleibendem Anfahrwirbel und Randwirbeln

Auch ein fliegender und sich drehender Ball ohne definierten Anstellwinkel erfährt Auftrieb. Dieser Auftrieb erklärt sich durch die Zirkulation einer Strömung:86ff, 207ff., siehe Abb. 8. Die Überlagerung einer zirkulationbehafteten Strömung auf eine Profilströmung verstärkt diese auf der Profiloberseite und wirkt ihr auf der Unterseite entgegen. Nach der Bernoulli-Gleichung bedeutet das eine Druckabnahme auf der Flügeloberseite und eine Druckzunahme auf der Flügelunterseite, d. h., es bildet sich Auftrieb. Bei Zylindern und Kugeln entsteht Auftrieb, wenn sie sich drehen und durch die Haftbedingung eine Zirkulation erzeugen, siehe Magnus-Effekt.
Am Flugzeug ist die Entstehung der Zirkulation, die für den Auftrieb notwendig ist, aus Abb. 9 ersichtlich. Beim Start eines Flugzeugs setzt an der Hinterkante des Flügels ein Anfahrwirbel:126:87, 209 ein, der aufgrund des Drehimpulserhaltungssatzes und des Kelvin’schen Wirbelsatzes eine umgekehrte Zirkulation um den Flügel erfordert, ein Wirbel, der gebundener Wirbel:207:124 genannt wird. Er entsteht in viskosen Fluiden durch eine Trennfläche mit Geschwindigkeitssprung an der Hinterkante des Flügels, siehe Anfahrwirbel, der auch bei jeder Geschwindigkeitsänderung in Betrag und Richtung abschwimmt:127. Das geschlossene Wirbelsystem in Abb. 9 ist die Verknüpfung von gebundenem Wirbel, Anfahrwirbel und die Randwirbel.
Der Anfahrwirbel bleibt am Entstehungsort zurück. Daher zeigt sich dieser Effekt nur, wenn sich der Anfahrwirbel abgelöst hat. Ohne diesen hat ein symmetrisches Profil theoretisch immer einen Nullauftriebswinkel von 0°:124.

#### Venturi-Effekt

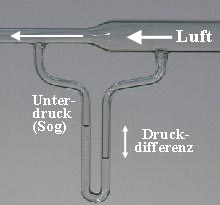
Abb. 10: In einem Venturi-Rohr nimmt die Geschwindigkeit in der Verengung zu (Düsenwirkung) und der Druck ab.

Die auftriebserzeugende Zirkulation wird vom Profil bestimmt, das so den dynamischen Auftrieb beeinflusst:207. Die bewegte Tragfläche mit Nullanstellwinkel schiebt sich durch das Fluid, wodurch es nach unten und oben verdrängt, auf eine gekrümmte Bahn gelenkt und an der oberen (konvexen) Oberfläche zusammengedrückt wird. Durch den Venturi-Effekt, umgangssprachlich Düsenwirkung, wird das Medium dabei parallel zur Oberfläche beschleunigt, vgl. Abb. 10. Ersichtlich ist das an den Stromlinien in Abb. 4, denn der Volumenstrom ist zwischen zwei Stromlinien in laminaren Gebieten überall gleich, siehe Stromfunktion. Über dem Profil verengt sich der Abstand der Stromlinien, die Geschwindigkeit nimmt zu und der Druck nach Bernoulli entsprechend ab. Wie in einem Wirbel nimmt der Druck in Richtung des Krümmungsmittelpunkts ab und in Gegenrichtung zu. An der dicksten Stelle des nicht angestellten Profils ist der Druck auf der Oberseite minimal, siehe Abb. 13. Unter dem Profil dominiert in Abb. 4 und Abb. 12 der Effekt des #Anstellwinkels und rücken die Stromlinien auseinander, wodurch die Geschwindigkeit abnimmt und der Druck zunimmt.
Die zu ihrer Hinterkante abfallende Oberseite der Tragfläche schafft für das Medium mehr Platz (Volumenvergrößerung), in den das Medium kraft seiner gewonnenen kinetischen Energie auch gegen den zunehmenden Druck laminar einströmt, siehe Abb. 12 und 13. Wenn der Druckanstieg zu groß ist, kann es zu einer laminaren Grenzschichtablösung kommen, die den Auftrieb vermindert, siehe auch #Anstellwinkel.

## Am Auftrieb beteiligte physikalische Größen
Dieser Abschnitt beschreibt zunächst das Strömungsfeld um eine Tragfläche. Anschließend werden die wichtigsten Kräfte und ihr Beitrag zum Auftrieb diskutiert.

### Strömungsfeld

Abb. 11: Strömungsfeld um ein Tragflächenprofil. Das Medium unterhalb des Profils bleibt im Vergleich zu dem auf der Oberseite zurück.

Beim Profil ist auf der Oberseite des Profils eine Beschleunigung in Bewegungsrichtung, also nach hinten, viel stärker als an der Unterseite. In den Geschwindigkeitsdifferenzen zeigt sich die auftriebserzeugende #Zirkulation. Bei positivem Anstellwinkel erfolgt auf der Unterseite eine leichte Beschleunigung in Richtung der Bewegung wie bei einer Bugwelle.
Der Einfluss des Profils ist am stärksten nahe der Oberfläche. Das führt dazu, dass sich ursprünglich benachbarte Partikel des Mediums, die von der Vorderseite des Profils getrennt wurden, hinter dem Profil nicht wieder treffen. Vielmehr bleiben sie auf Dauer getrennt – im nebenstehenden Beispiel einer simulierten Strömung um fast eine Profiltiefe. Der Versatz des oben strömenden Mediums gegenüber dem unteren lässt sich mit gepulsten Rauchfahnen experimentell beobachten.

### Druck

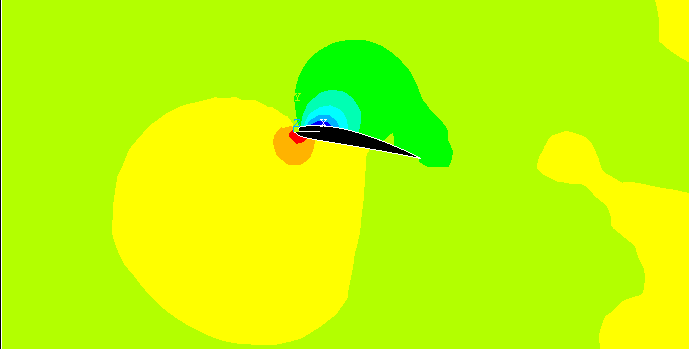
Abb. 12: Druckfeld (rot hoch, blau gering) um einen Flügel mit Anstellung

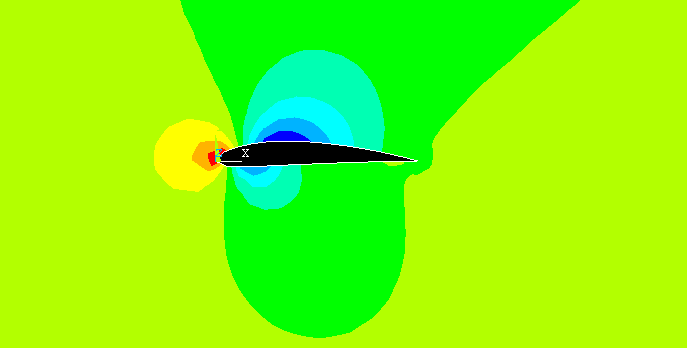
Abb. 13: Druckfeld (rot hoch, blau gering) um einen Flügel ohne Anstellung

Bei einem Flügel mit positiver Anstellung ist, wie in Abb. 12 zu sehen und im Einklang mit den Stromlinien in Abb. 4, der Druck unter dem Flügel erhöht und über dem Flügel herabgesetzt. Beim nicht oder negativ angestellten Flügel zeigt sich auch unter dem Flügel ein gegenüber dem Fernfeld verringerter Druck, siehe Abb. 13. Die Auftriebskraft ergibt sich aus der Resultierenden der Druckkräfte auf der Tragfläche und diese Resultierende ist in beiden Fällen nach oben gerichtet.
In großer vertikaler Entfernung vom Flügel herrscht darunter Überdruck und oberhalb Unterdruck. Ungeachtet der Druckschwankungen im Nahfeld ergibt die Integration der Druckkräfte auf (unendlich) ausgedehnten horizontalen Flächen ein einheitliches Bild: Jede solche Fläche unterhalb des Flügels trägt die halbe Auftriebskraft ½A, wohingegen jede Fläche oberhalb -½A aufnimmt. Die Auftriebskraft A wird dadurch von zwei Ebenen getragen, zwischen denen sich der Flügel befindet. Das ist beispielsweise bei Windkraftanlagen der Fall. Ein in endlicher Entfernung vorhandener Boden modifiziert die Gegebenheiten derart, dass jede Fläche zwischen Boden und dem Flugkörper, den Boden eingeschlossen, die ganze Auftriebskraft aufnimmt und jede Fläche über dem Körper in Summe kräftefrei ist.
Mit zunehmender Entfernung nimmt die Änderung des Luftdrucks durch den Flügel ab. Das erlaubt die Definition eines Einflussbereichs als das Gebiet um den Flügel, innerhalb dessen der Druck einen signifikanten Anteil am Gesamtauftrieb hat. Dieser Einflussbereich ist in jedem Fall klein (vielleicht bis zu 100 m bei Verkehrsflugzeugen) im Verhältnis zur Flughöhe von 10 km und mehr, siehe auch #Dreidimensionales Strömungsfeld unten.

### Impulsfluss
Gelangen Luftteilchen in den oben definierten Einflussbereich des Flügels, werden sie nach unten beschleunigt, siehe Abb. 4. Entsprechend ihrer Masse wird also Vertikalimpuls produziert. Diese Impulsproduktion ist die Gegenkraft, die das Flugzeug trägt. Nach Verlassen des Einflussbereiches wirkt keine Kraft mehr auf die Luftteilchen – ihr Impuls bleibt erhalten.
Die Auftriebskraft ist nun das Produkt aus Massenstrom und der vertikalen Geschwindigkeit. Formelmäßig ergibt sich das aus dem Impulssatz:
{\displaystyle {\vec {F}}=(m{\vec {v}}{\dot {)\;}}=m{\dot {\vec {v}}}+{\dot {m}}{\vec {v}}}
Darin bildet der Überpunkt die Zeitableitung der Masse m oder der Geschwindigkeit {\displaystyle {\vec {v}}}. Während in der Auftriebskraft {\displaystyle {\vec {F}}} in Flügelnähe der erste Summand überwiegt, ist im Fernfeld der zweite Summand dominant.
Mit zunehmender Entfernung zum Fluggerät vermischt sich der Luftstrahl mit der umgebenden ruhenden Luft und wird verlangsamt. Der Auftrieb bleibt dabei unverändert, da sich die bewegte Masse entsprechend vergrößert. Beim Aufprall der Luft auf den Erdboden überträgt sich das Gewicht des Flugzeugs als Druckkraft auf den Boden, der den Impuls aufnimmt,:92 f siehe auch #Dreidimensionales Strömungsfeld unten.

### Viskosität
Die Viskosität der Luft ist wichtig für die Erzeugung der Wirbel und der Zirkulation, siehe #Zirkulation. Nach dem (ersten) Helmholtz’schen Wirbelsatz und dem Kelvin’schen Wirbelsatz können Wirbel in Strömungsgebieten viskositätsfreier Fluide nicht entstehen oder vergehen; das ist nur in viskosen Fluiden möglich. Effekte der Viskosität spielen bei laminarer Strömung nur in der Grenzschicht des Flügels eine wichtige Rolle und können zu einer Grenzschichtablösung mit Übergang in eine turbulente Strömung führen, siehe #Anstellwinkel.

## Weiterführendes

### Dreidimensionales Strömungsfeld

Abb. 14: Reale Zirkulations- und Auftriebsverteilung (blau) und Wirbellinien (rot) an einem Segelflugzeug

Der relativ höhere Druck unter den Flügeln treibt die Fluidteilchen zu den Rändern der Tragflächen und damit auch zu den Flügelspitzen. Dort strömen die Teilchen zur Flügeloberseite, wo sie durch den Unterdruck in die Mitte der Tragfläche gesogen werden. So entstehen die Randwirbel.:205
Die auftriebserzeugende Zirkulation ist über die Spannweite des Flügels nicht konstant, sondern nimmt zu den Flügelenden hin ab, siehe Abb. 14. Dieser Verlauf kann wie in Abb. 9 durch Flügelstücke approximiert werden, auf denen die Zirkulation konstant ist. Jedes dieser Stücke besitzt zwei Randwirbel, deren Stärke von der jeweiligen Zirkulation abhängen. Mit schmaleren Flügelstücken kann jede Flügelform nachgebildet werden und es entsteht an der Flügelhinterkante eine entsprechende Anzahl Wirbellinien, die sich, wie in Abb. 14 skizziert, zu zwei mit zunehmender Entfernung größer werdenden Randwirbeln an den Flügelenden aufrollen.
Der Auftrieb des Flugzeugs wird vom gebundenen Wirbel aufgebracht, während die Randwirbel den Impulstransport nach unten übernehmen.:20 Jedoch ist auch das Druckfeld von Bedeutung. Es kommt auf die Gestalt der Kontrollfläche an, ob man das Äquivalent des Auftriebs als Impuls- oder als Druckkraft erhält.:93

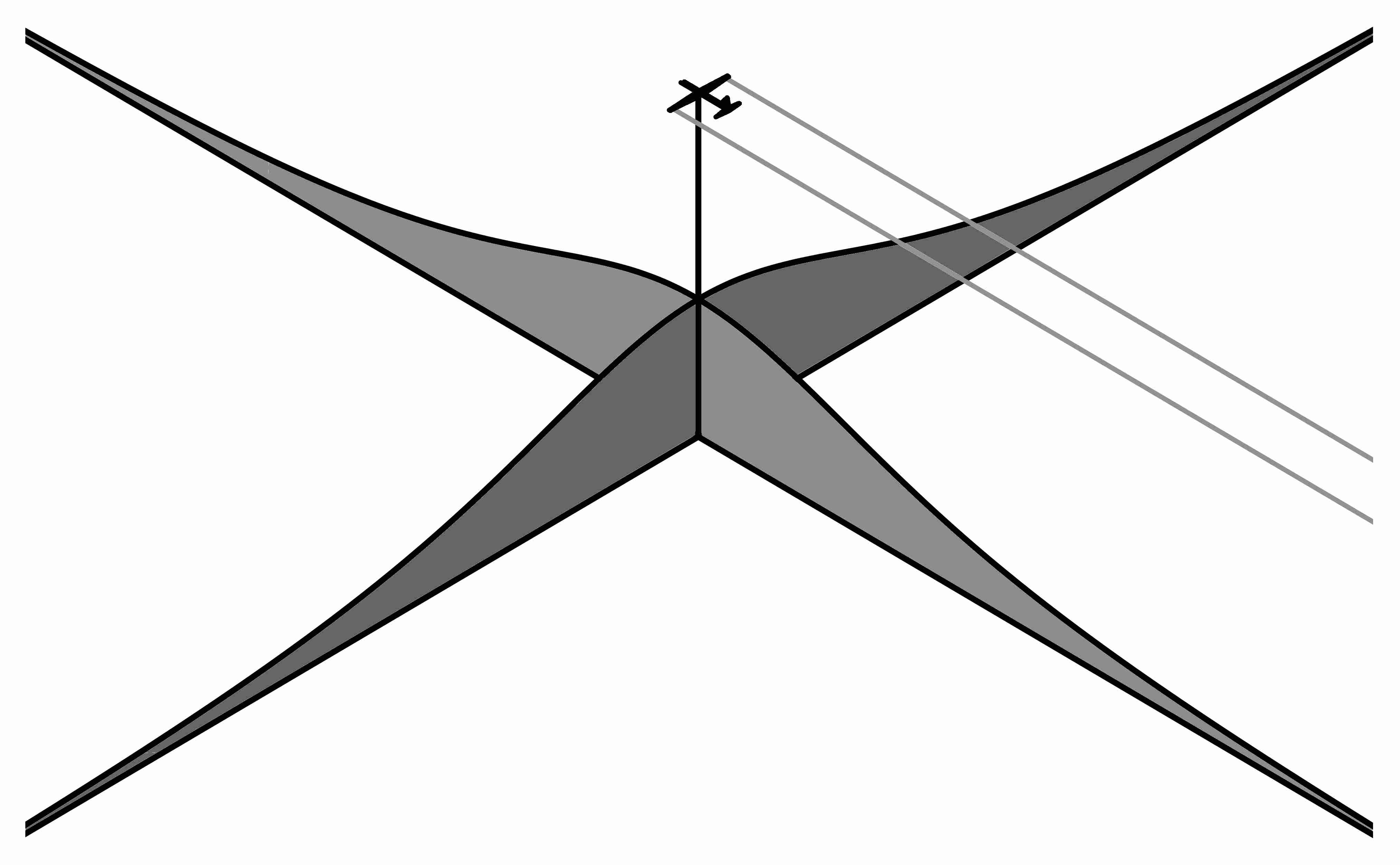
Abb. 15: Druckverteilung am Boden unter einem Flugzeug

Das Gewicht der Luft und aller in ihr befindlichen Körper wird vom Erdboden getragen mit einer Druckverteilung wie sie in Abb. 15 skizziert ist. Der zusätzliche Druck ist dabei sehr gering: Selbst wenn die Gewichtskraft einer vollgeladenen Boeing 747 nur auf ihre Tragflächen bezogen wird, entspricht der entstehende Druck von etwa 0,064 bar der Druckdifferenz an der Wasseroberfläche und in 65 cm Tiefe.

### Woher stammt die Energie für die Impulserzeugung?
Durch den Vortrieb arbeiten die Antriebe von Flugzeugen beständig gegen den Strömungswiderstand an, eine Arbeit, die der Luft kinetische Energie zuführt. Einen Teil der Arbeit, den am induzierten Luftwiderstand, nimmt die nach unten beschleunigte Luft auf. Der induzierte Luftwiderstand nimmt mit zunehmender Spannweite ab.:217 Fällt der Antrieb aus, kann das auf Antrieb angewiesene Flugzeug seine Höhe auf lange Sicht nicht halten. Fluggeräte ohne eigenen Antrieb, wie Segelflugzeuge oder Gleitschirme, halten oder gewinnen Höhe durch Thermik und nutzen ihre Lageenergie zur Auftriebserzeugung.

### Energieerhaltung
Der beim Vorbeiflug eines Fluggeräts erzeugte, abwärtsgerichtete Luftstrahl vermischt sich mit der umgebenden ruhenden Luft, wobei in viskosen Fluiden Wirbel entstehen. Diese Zerfallen in immer kleinere Wirbel, die auf kleinster Skala in Wärme dissipiert werden (Energiekaskade.) Die Gesamtenergie bleibt dabei erhalten.

### Inkompressibilität
Für inkompressible, stationäre Strömung eines viskositätsfreien Fluids konstanter Dichte gilt zunächst entlang einer Trajektorie das Gesetz von Bernoulli: Die Summe aus dem Quadrat der Geschwindigkeit und dem Quotient aus Druck und Dichte ist konstant. Für Luftteilchen, die in den Einflussbereich des Flügels gelangen bedeutet dies:
- Bei Druckabnahme nimmt die Strömungsgeschwindigkeit zu.
- Bei Druckzunahme nimmt die Strömungsgeschwindigkeit ab.

Das Gesetz von Bernoulli macht keine Aussage über Ursache und Wirkung, sondern gibt nur eine Relation zwischen Druck- und Geschwindigkeit an zwei Punkten im Strömungsfeld. Das Gesetz von Bernoulli folgt aus dem Arbeitssatz.

### Kompressibilität
Bislang wurde eine Fluggeschwindigkeit angenommen, die klein gegenüber der Schallgeschwindigkeit ist, und wo die Umströmung eines Tragflügels mit hinreichender Genauigkeit inkompressibel ist. Für die Betrachtung der Impulsbilanz unter dem Einfluss von Kräften macht Kompressibilität auch keinen Unterschied. Beim Verkehrsflug und großen Teilen des Militärfluges muss jedoch die Kompressibilität der Luft berücksichtigt werden, denn die Arbeit gegen Volumenänderung ist wichtiger Bestandteil der Energetik kompressibler Strömung.
Bei transsonischen Unterschall-Mach-Zahlen von M = 0,8 ist die Strömung kompressibel und es kommt zu einem Überschallgebiet auf dem Flügel, das von einem Verdichtungsstoß abgeschlossen wird. Die Annahme viskositätsfreier Strömung ist nicht mehr statthaft. Gepfeilte Flügel haben ein günstigeres Verhältnis von Auftriebsbeiwert und Widerstandsbeiwert, was schon 1939 bekannt war.:223 Profile für diese Mach-Zahlen sind dünner, damit sich auf dem Profil der Übergang in die Überschallströmung möglichst weit stromab vollzieht.
Bei Profilen in einer Überschallströmung treten schiefe Verdichtungsstöße auf, so dass mit scharfen Vorder- und Hinterkanten der Widerstand gering
gehalten werden kann.:200

### Verbreitete Irrtümer
Der dynamische Auftrieb wird gelegentlich in irriger Weise begründet.
- Die für die Zirkulation wichtige, schnellere Strömung auf der Profiloberseite wird gelegentlich damit erklärt, dass die Fluidelemente auf der Oberseite eine längere Strecke zurücklegen müssen als die auf der Unterseite. Damit beide Teilchen gleichzeitig an der Hinterkante ankommen, muss das Teilchen auf der Oberseite schneller fließen als auf der Unterseite. Es gibt jedoch keinen physikalischen Grund dafür, dass die Teilchen gleichzeitig an der Hinterkante ankommen müssen; sie tun es auch nicht, wie aus Abb. 11 zu entnehmen ist.
- Gelegentlich wird mit dem Coandă-Effekt argumentiert, warum die Strömung einer gekrümmten Kontur, insbesondere dem Flügelprofil, folgt. Die üblichere und einfachere Begründung dafür ist schlicht das Fehlen der Bedingung für eine Grenzschichtablösung.
- Gelegentlich wird die Gültigkeit der Bernoulli-Gleichung in Frage gestellt und behauptet, Druckunterschiede existierten ausschließlich in Bereichen von Strömungsumlenkungen und nicht bei Geschwindigkeitsdifferenzen.[12] Diese Behauptung steht im Widerspruch zu leicht nachvollziehbaren Beobachtungen, wie sie in Bernoulli-Gleichung#Bernoulli-Effekt und hydrodynamisches Paradoxon beschrieben sind.